# Alan James
Pour les articles homonymes, voir James.
Alan James est un réalisateur, scénariste et monteur américain né le 23 mars 1890 à Port Townsend, Washington (États-Unis), mort le 30 décembre 1952 à Hollywood (États-Unis).

## Filmographie

### Comme réalisateur
- 1916 : The Trap
- 1919 : The Secret Peril
- 1921 : Outlawed
- 1922 : Gun Shy
- 1922 : Back Fire (en)
- 1922 : The Firebrand
- 1923 : Dangerous Trails (en)
- 1923 : Wolves of the Border
- 1924 : The White Panther
- 1924 : Down by the Rio Grande
- 1924 : Fighter's Paradise
- 1924 : Her Man
- 1924 : Call of the Mate
- 1924 : The Virgin
- 1924 : Border Women
- 1924 : The Cowboy and the Flapper
- 1924 : Crashin' Through
- 1924 : That Wild West
- 1924 : Man from God's Country
- 1924 : Cyclone Buddy
- 1925 : The Reckless Sex
- 1925 : The Mystery Box
- 1925 : The Girl of the West
- 1925 : Warrior Gap
- 1926 : Vanishing Millions
- 1926 : Beyond All Odds
- 1926 : Thundering Speed
- 1926 : Lure of the West (en)
- 1926 : Bad Man's Bluff
- 1927 : Hazardous Valley
- 1927 : Born to Battle
- 1928 : The Cheer Leader
- 1928 : The Sky Rider
- 1929 : Silent Sentinel
- 1930 : Firebrand Jordan
- 1930 : Canyon Hawks
- 1930 : Trails of Danger
- 1930 : Breed of the West
- 1931 : Red Fork Range
- 1931 : Hell's Valley
- 1931 : Pueblo Terror
- 1931 : Flying Lariats
- 1931 : Lariats and Sixshooters
- 1931 : The Phantom (en)
- 1932 : Come On, Tarzan
- 1932 : Tex Takes a Holiday
- 1932 : Tombstone Canyon (en)
- 1933 : Phantom Thunderbolt
- 1933 : The Lone Avenger
- 1933 : King of the Arena
- 1933 : The Trail Drive
- 1933 : Strawberry Roan
- 1933 : Fargo Express
- 1933 : Gun Justice
- 1934 : Wheels of Destiny
- 1934 : Honor of the Range
- 1934 : Smoking Guns
- 1934 : When a Man Sees Red
- 1935 : Men of Action
- 1935 : Valley of Wanted Men
- 1935 : Swifty (en)
- 1936 : Lucky Terror
- 1936 : Wild Horse Roundup
- 1937 : Caravane de l'enfer (The Painted Stallion)
- 1937 : S.O.S. Coast Guard (en)
- 1937 : Dick Tracy (en)
- 1938 : West of Rainbow's End
- 1938 : La Caravane de l'enfer (The Painted Stallion)
- 1938 : Land of Fighting Men
- 1938 : Call of the Rockies (en)
- 1938 : Two Gun Justice
- 1938 : Flaming Frontiers (en)
- 1938 : Red Barry
- 1939 : Trigger Smith
- 1939 : Scouts to the Rescue
- 1942 : S.O.S. Coast Guard
- 1943 : Wild Horse Stampede (en) d'Alan James
- 1943 : The Law Rides Again (en)

### comme scénariste
- 1916 : The Good-for-Nothing Brat
- 1916 : The Trap
- 1917 : The Boss of the Lazy Y
- 1917 : Fighting Back
- 1917 : The Medicine Man
- 1917 : The Learnin' of Jim Benton
- 1918 : The Law's Outlaw
- 1918 : La Fille du ranch (The Gun Woman) de Frank Borzage
- 1918 : Keith of the Border
- 1918 : Wolves of the Border
- 1918 : The Pretender
- 1918 : Wolves of the Range de Harry Harvey
- 1920 : The Lone Hand
- 1920 : The Girl Who Dared
- 1921 : Outlawed
- 1921 : Western Hearts
- 1921 : Crossing Trails
- 1923 : The Secret of the Pueblo
- 1923 : Salty Saunders
- 1924 : Valley of Vanishing Men
- 1924 : Crashin' Through
- 1924 : Cyclone Buddy
- 1925 : The Mystery Box
- 1926 : The Demon
- 1926 : A Six Shootin' Romance
- 1926 : The Fighting Peacemaker
- 1926 : Lure of the West (en)
- 1928 : The Sky Rider
- 1929 : Silent Sentinel
- 1930 : Canyon Hawks
- 1930 : Trails of Danger
- 1930 : Breed of the West
- 1931 : Flying Lariats
- 1933 : Drum Taps
- 1933 : Phantom Thunderbolt
- 1934 : When a Man Sees Red
- 1936 : Lucky Terror
- 1946 : Detour to Danger

### comme monteur
- 1928 : The Sky Rider
- 1929 : Silent Sentinel